# Histoire de la préfecture de Kagoshima
 (septembre 2016).
Cet article présente les principaux éléments de l'histoire de la préfecture de Kagoshima

## Étymologie

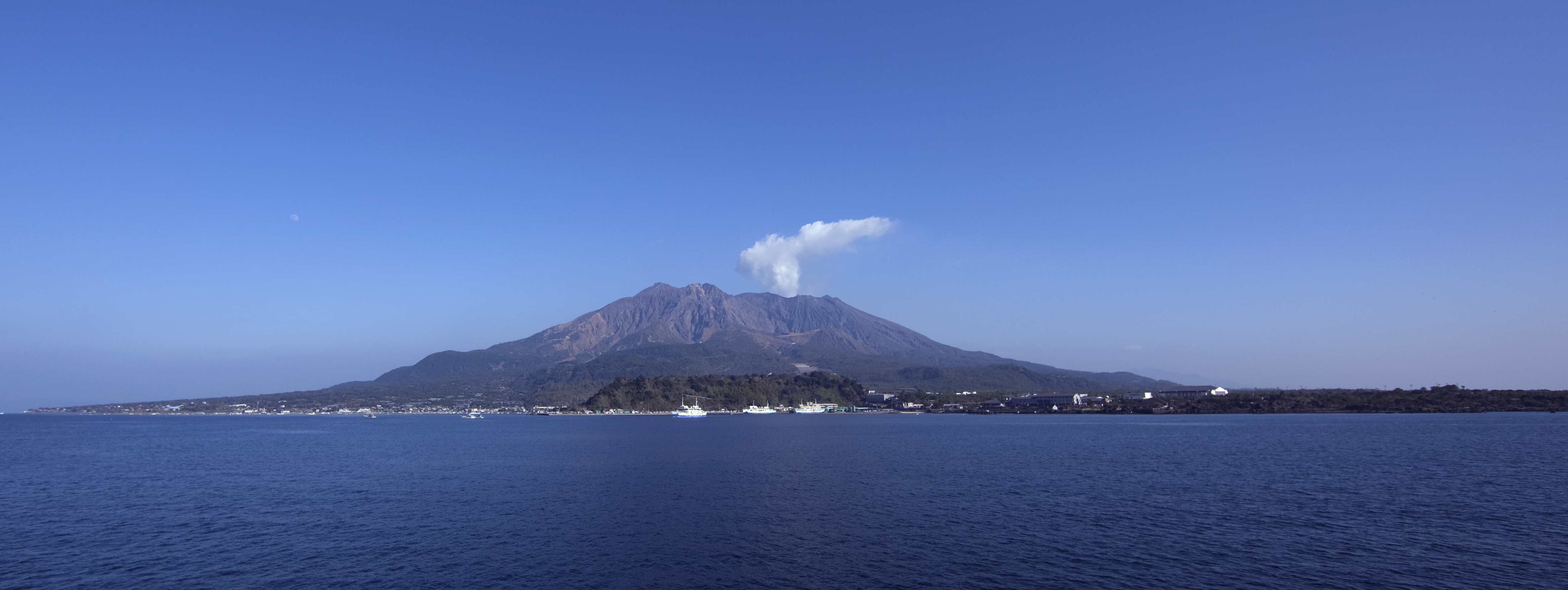
Vue du Sakurajima à partir de Kagoshima

Expansion des Yamato Ouken (en vert) vers le VIIe siècle; Le préfecture de Kagoshima se trouve à l'extrême sud de Kyūshū, Kumaso et Hayato en lettres noires

Le nom « Kagoshima » vient du sanctuaire Kagoshima-jingū situé à Hayato Cho, Kirishima. Il existe plusieurs hypothèses à ce sujet telles que celle du bateau Hoori qui y est vénéré et qui aurait été construit dans la montagne de Kagoyama à moins que Kagoshima ne renvoie à un kami de la montagne (ou d'une île) ou une île dans laquelle vit un kami, Kagoshima viendrait de Sakurajima qui est encerclée de falaises, un ancien nom de Kagoshima.

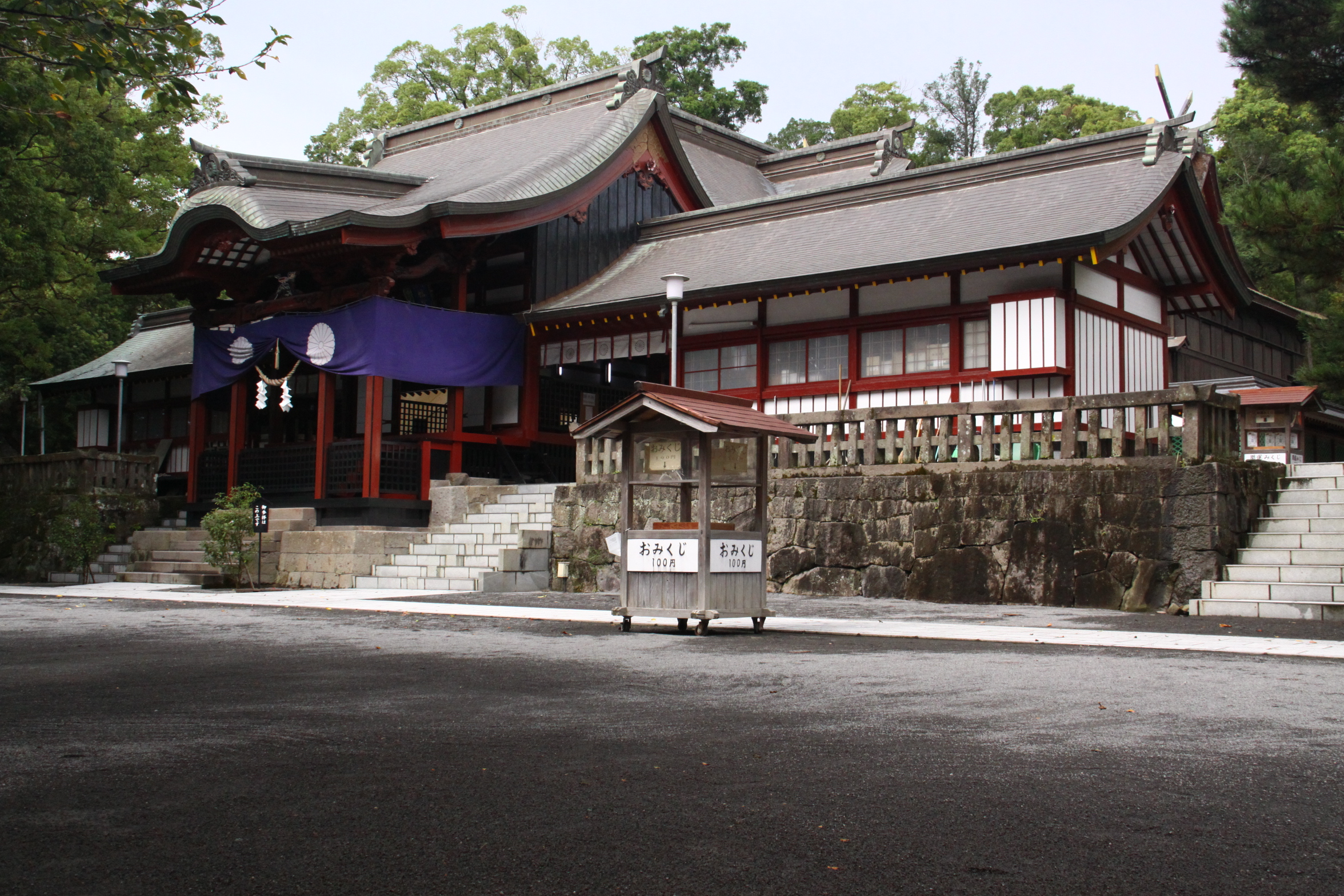
Le Kagoshima-jingū.

## Kagoshima préhistorique
Il y a environ 24 000 ans, la caldeira d'Aira, correspondant à la baie de Kagoshima et à des zones plus étendues, provoque de grandes éruptions volcaniques et les cendres remontent jusqu'à Hokkaidō où elles forment le Shirasu-Daichi (plateau volcanique). À la date de 2005, environ 40 sites archéologiques de l'époque du paléolithique inférieur ont été trouvés dans la préfecture de Kagoshima. Dans la ville de Nakatane Machi, un camp de l'époque du paléolithique inférieur, il y a 31 000 ans, a été mis au jour avec des pierres aiguisées et le sol brûlé.

## Yamato Ouken et Kagoshima
Il existe différents noms japonais désignant une forme d'organisation politique ou de gouvernement présente à partir du IIIe siècle de la période Kofun dans la région de Kinki du Japon, composée de différentes puissantes familles, avec un Oh (« roi ») ou Ohkimi (« grand roi ») pour centre. Parmi ces noms figurent Yamato Choutei (« court »), Yamato Ouken, Wa Ouken et Yamato Seiken. À l'heure actuelle, c'est le nom Yamato Ouken qui est provisoirement utilisé. Kagoshima a longtemps été considéré comme un pays étranger. Les Hayato creusent des tombes souterraines. Sous l'influence des Yamato Ouken, un pays local nommé « Satsuma » est fondé en 702 et un autre nommé « Ōsumi » en 713. Toutefois, les Hayato ne sont pas en bons termes avec les Yamato Ouken.

## Shimazu Tadahisa, fondateur du clan Shimazu de samouraïs
En 1185, Shimazu Tadahisa (mort le 1er août 1227) est le fondateur du clan Shimazu de samouraïs. Les Shimazu deviennent par la suite daimyo des domaines des provinces Satsuma et Ōsumi de Kagoshima et Hyūga à l'époque Azuchi Momoyama. Il se rend à Satsuma en 1196, soumet les provinces de Hyūga et Ōsumi et construit un château dans le domaine de Shimazu (Hyūga) dont il adopte également le nom. Il est enterré à Kamakura, près de la tombe de son père.

## Wakou, Francis Xavier et l'importation d'une arme à feu

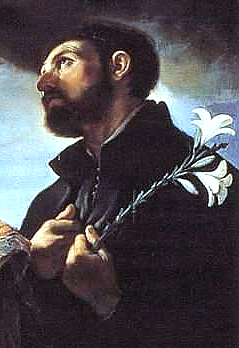
Francisco de Jasso y Azpilicueta (7 avril 1506 - 3 décembre 1552)

À l'époque médiévale, les wokou, c'est-à-dire les pirates japonais, pillent les côtes de Chine et de Corée à partir du XIIIe siècle. Dans la région de Kagoshima, les Wokou partent des ports de Bounotsu et Uchinoura. En 1543, une arme à feu est importée pour la première fois à Tanegashima, qui plus tard révolutionne l'art de la guerre au Japon. François Xavier, né Francisco de Jasso y Azpilicueta (7 avril 1506 – 3 décembre 1552) est un missionnaire catholique né en Espagne et cofondateur de la Société de Jésus. Il débarque à Kagoshima en 1549 et commence un travail d'évangélisation. En 1574, le clan Kimotsuki de la province d'Ōsumi est défait ainsi que le clan Itō de Hyūga en 1577 ce qui permet au clan Shimazu d'unifier Kagoshima. En 1587, Toyotomi Hideyoshi l'emporte sur le clan Shimazu qui ne subsiste que dans les régions de Satsuma et Ōsumi. Vers la fin du XVIe siècle, le seigneur féodal Toyotomi Hideyoshi ordonne au royaume de Ryūkyū de soutenir son invasion de la Corée avec hommes et armes. Cependant, le royaume est déjà un État tribut de la Chine.

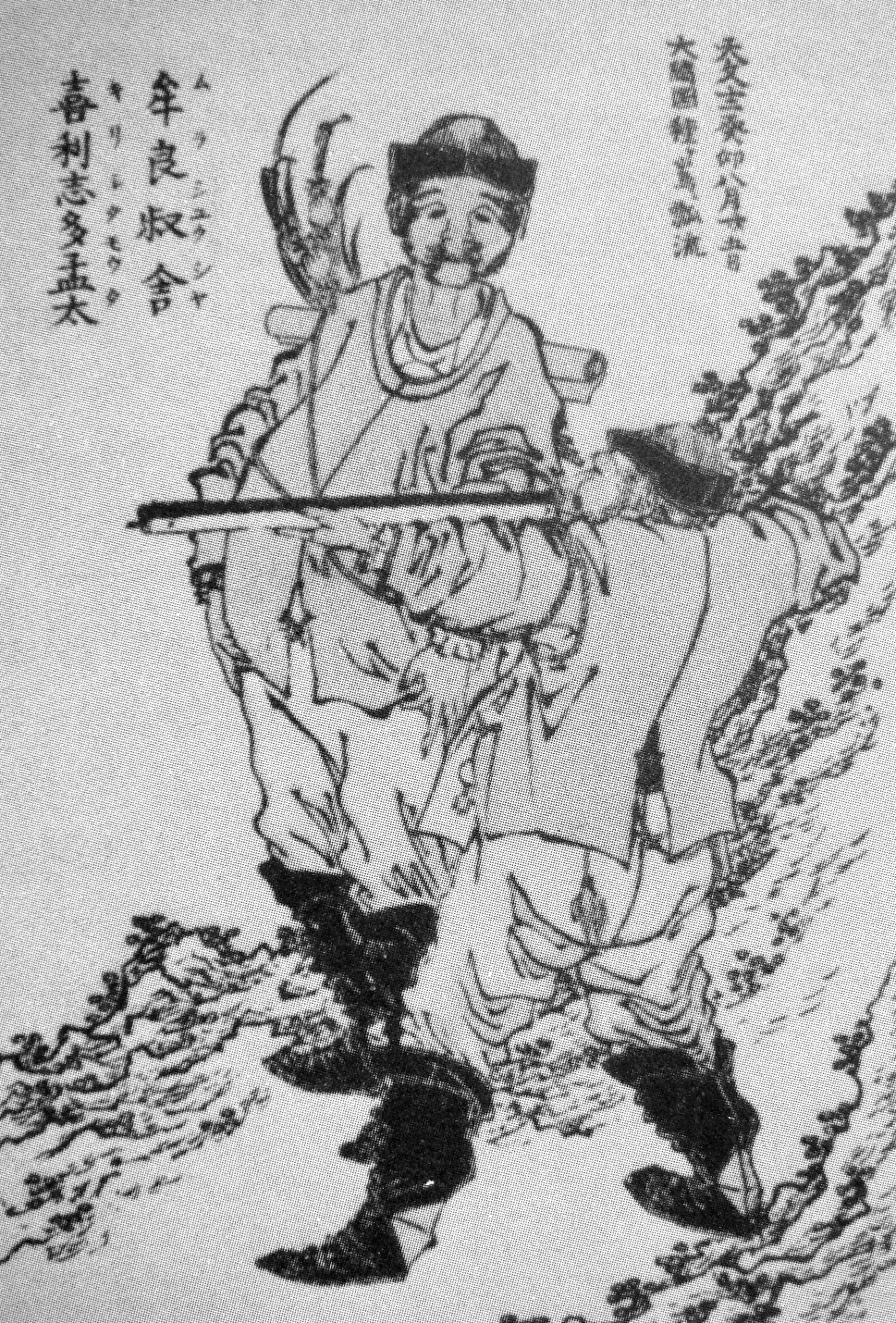
Le 25 août 1543 une arme à feu est importée dans l'île de Tanegashima, ce qui révolutionne l'art de la guerre au Japon. Murashukusha et Kirishimota dans un document chinois

## Invasion des îles Ryūkyū
L'invasion des Ryūkyū par Satsuma a lieu en avril 1609. Trois mille hommes et plus d'une centaine de jonques de guerre naviguent de Kagoshima vers la pointe méridionale de Kyūshū. Le royaume devient un État hommage à la fois de la Chine et du clan Satsuma, ce dernier exerçant le contrôle ultime.

## Porcelaine de Satsuma
- La porcelaine de Satsuma est à l'origine développée par des potiers coréens venus au Japon à la suite de l'invasion de la Corée au XVIIe siècle. Le prince de Satsuma fait venir des potiers de Corée, lesquels établissent dans le domaine un four désormais célèbre pour la fabrication de poteries. Le patronage continu de la famille du prince et de la famille Shimazu dont sont issus les daimyo (seigneurs féodaux) de l'époque, favorise la grande popularité de la porcelaine de Satsuma dont la production n'est plus limitée à une seule région du Japon. La famille Shimazu présente au monde ses pièces de faïence à l'exposition universelle de 1867 à Paris.

## Incident de la lutte contre les inondations de l'ère Hōreki
L'incident de la lutte contre les inondations de l'ère Hōreki ou incident des rivières de la plaine de Nōbi, est un grand projet du domaine de Satsuma qui vise à réguler les rivières Kiso-gawa, Nagara-gawa et Ibi-gawa dans le district de Nagoya entre 1754 et 1755. Ces rivières sont trois grands cours d'eau qui coulent dans la plaine de Nōbi avec des caractéristiques géographiques compliquées et cause de fréquentes inondations. Tokugawa Ieshige, 9e shogun Tokugawa ordonne - dans le but de l'affaiblir - au domaine de Satsuma de réaliser les travaux d'amélioration de la rivière. Hirata Yukie (1704–1755), karō (家老, , ainé de la maison), accepte la construction avec 947 personnes. Les travaux sont extrêmement difficiles et 51 samouraïs se suicident tandis que 33 autres personnes meurent de maladie au cours du chantier. Hirata Yukie commet seppuku en raison de la trop grande charge qui pèse sur le fief de Satsuma. Ironie du sort, les inondations augmentent après les travaux et la technologie moderne les achève au cours de l'ère Meiji sous la direction de Johannis de Rijke (1842-1913), ingénieur civil néerlandais et conseiller étranger auprès du gouvernement japonais.

## Shimazu Nariakira, tourné vers l'Occident

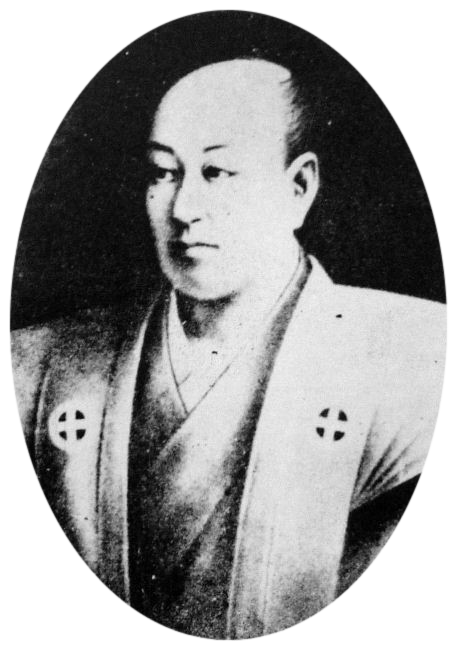
Shimazu Nariakira

- Shimazu Nariakira (1809-1858) est un influent daimyo de Satsuma. Après être devenu daimyō, Nariakira fait construire par Minayoshi Hotoku, médecin à Satsuma, l'Iroha-maru, l'un des premiers navires de style occidental construits au Japon. Il est construit d'après la maquette de Minayoshi  (1,8 m de long sur 0,91 m de large). Nariakira construit ensuite un chantier naval pour la construction navale de style occidental à Sakurajima. Il commence également à adopter les changements éducatifs dans Satsuma en vue de se rapprocher de la science et de la technologie occidentales. Nariakira établit le Rangaku Koshujo, école pour l'étude de la langue néerlandaise et la culture occidentale. Il visite souvent les écoles et demande aux élèves d'expliquer la signification de textes confucéens afin de s'assurer que leur apprentissage de l'Occident ne corrompt pas leur sentiment nationaliste. Tant est forte la volonté de Nariakira d'élever les jeunes bien éduqués qu'il met de côté quatre koku tous les ans pour nourrir les chercheurs affamés, ce qui constitue essentiellement une forme d'aide financière ou de bourse d'études. En 1852, Shimazu Nariakira établit la zone industrielle Shūseikan (集成館?) à Iso dans la province de Satsuma.
- Le Shōhei-maru (昇平丸?) est le premier navire de guerre de style occidental du Japon après la période d'isolement du pays. Il est commandé en 1852 par le gouvernement du shogun pour le domaine du sud de la province de Satsuma dans l'île de Kyushu, en prévision de la mission annoncée du Commodore Perry en 1853.

## Le Shogunat Tokugawa, le puissant clan Shimazu et la rébellion de Satsuma

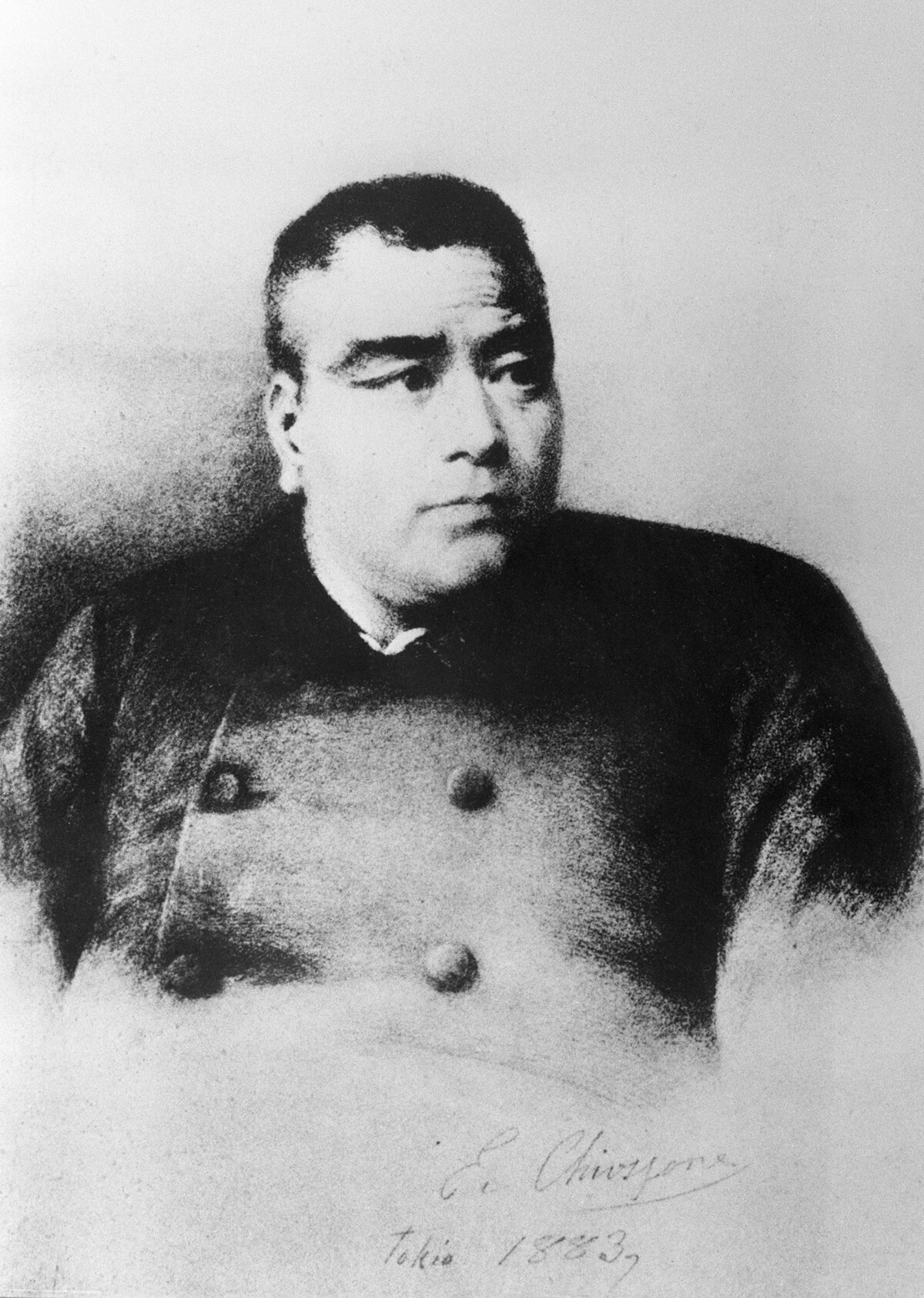
Saigō Takamori

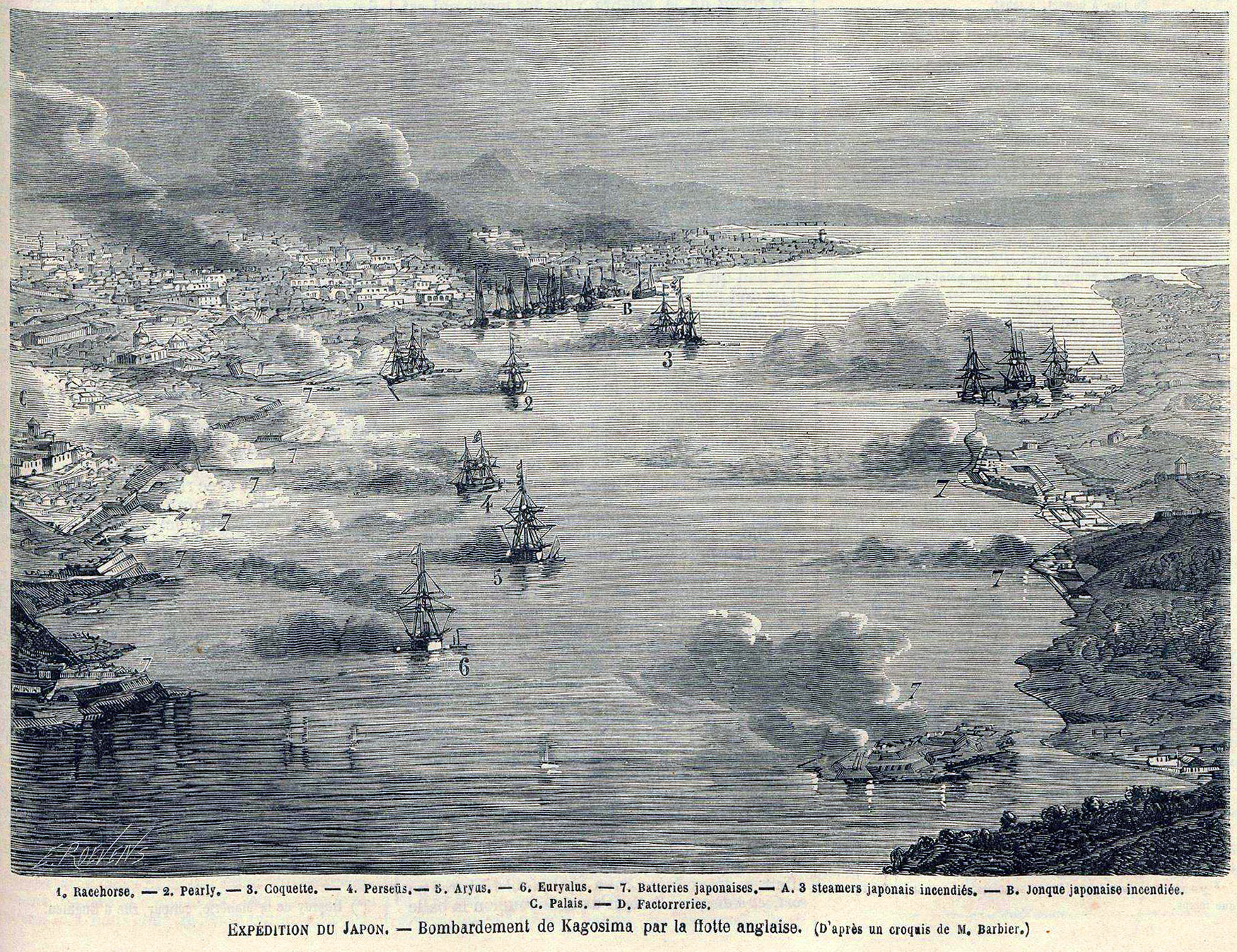
Bombardement de Kagoshima

Vers la fin du shogunat Tokugawa, c'est-à-dire à l'époque du bakumatsu dans lequel le clan Shimazu joue un rôle important, survient une série d'événements tels que le bombardement de Kagoshima, aussi appelé la guerre anglo-Satsuma (Satsu-Ei Sensō), qui se déroule les 15 et 17 août 1863, la restauration Meiji (1868), l'abolition du système han (1871) et la rébellion de Satsuma (1877). En 1872, les îles Ryūkyū sont transformées en han de Ryūkyū. L'édit de abolition de l'épée et l'abolition du système des samouraïs sont publiés en 1876 et les samouraïs sont irrités et deviennent furieux. Saigo Takamori, héros et chef de la restauration de Meiji, quitté le gouvernement Meiji central et retourne à Kagoshima rejoindre les samouraïs mécontents. En 1877, l'armée de la rébellion de Satsuma monte à Kumamoto mais ne peut envahir le château de Kumamoto et Saigo Takamori commet seppuku dans sa ville natale de Kagoshima. En 1883, la préfecture de Kagoshima est fondée après le rétablissement de la préfecture de Miyazaki. En 1914 a lieu l'éruption du Sakurajima et l'île de Sakurajima est reliée à la péninsule d'Ōsumi.

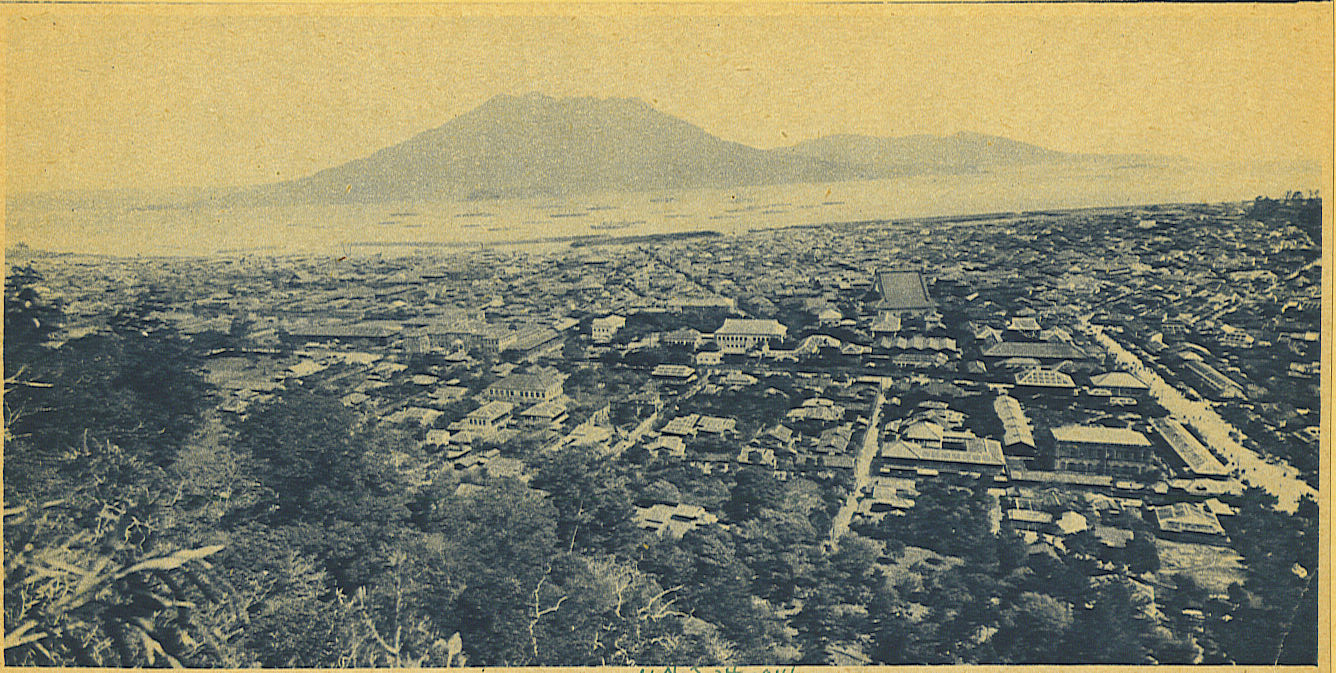
La ville de Kagoshima est couverte d'épaisses cendres au cours de l'éruption du volcan Sakurajima en 1914, au loin à travers la baie.

## Seconde Guerre mondiale et après
Le 17 juin 1945, la ville de Kagoshima est bombardée par des B-29 américains faisant 2 316 victimes tandis que la même année, les avions des attentats-suicide s'envolent de la préfecture de Kagoshima. À la fin de la guerre, les îles plus au sud du 30e parallèle passent sous le contrôle américain. En 1953, les îles Amami sont retournées à la préfecture de Kagoshima. En 1972, l'aéroport Kamoike est supprimé et un nouvel aéroport est créé dans la ville de Kirishima. En 1993, les pluies torrentielles de Kagoshima (en) font 71 victimes, mais environ 2 500 personnes qui se trouvent soit dans 1200 voitures ou des bus, y compris celles dans les trains ainsi que les habitants, sont sauvés par des bateaux de pêche et des ferries qui les portent à Kagoshima dans la baie de Sakurajima. En 1996, les bâtiments préfectoraux de Kagoshima sont achevés à leur emplacement actuel. En 2004, la ligne Shinkansen Kyūshū entre partiellement en opération entre la gare de Shin-Yatsushiro et la gare de Kagoshima-Chūō qui ouvre entièrement en 2011.

## Source de la traduction
- (en) Cet article est partiellement ou en totalité issu de l’article de Wikipédia en anglais intitulé « History of Kagoshima Prefecture » (voir la liste des auteurs).